# Леканора ивовая
Лекано́ра и́вовая (лат. Lecanora saligna)  — вид лишайников рода Леканора (Lecanora) семейства Леканоровые (Lecanoraceae).

## Описание
Слоевище накипное, гетеромерное, тонкое, мелкозернистое, сероватое, серовато-желтоватое, соломенно-жёлтое, желтоватое, серовато-зеленоватое или коричневое, от KOH не желтеет. Апотеции мелкие, 0,3—0,8 мм (редко 1 мм) в диаметре, равномерно распределённые по слоевищу или скученные, более или менее округлые, сидячие, иногда почти погружённые в слоевище. Диск плоский до слегка выпуклого, рыжевато-телесного, красновато-коричневого или коричневого цвета, голый, иногда на ранних стадиях развития покрытый очень тонким налётом, окружённый тонким, мелкозубчатым, иногда немного порошковатым, несколько более светлым, чем слоевище, или соломенно-жёлтым слоевищным краем, иногда у старых апотециев исчезающим. Эксципул развит слабо. Гипотеций до 40 мкм высоты, бесцветный до желтоватого, с крупными фиолетовоокрашенными зёрнами. Эпитеций 8,4—11,2 мкм высоты, сильно- или зернистый, коричневый или коричневатый. Гимениальный слой 70—100 мкм высоты, почти бесцветный или желтоватый, от KOH не изменяющийся в окраске, а от йода синеющий. Парафизы слитые, членистые, вверху слегка утолщённые и слабо окрашенные.
Сумки узкобулавовидные, 75—85×14—17 мкм, с 8 эллипсоидными одноклеточными спорами, 8—15×4—7 мкм.
Пикноконидии изогнутые, на концах притуплённые, 7—12×2—4 мкм.
Фотобионт — водоросли рода Protococcus.

### Химический состав
Присутствуют вторичные метаболиты: атранорин, изоусниновая и неоусниновая кислоты, цеорин.

## Среда обитания и распространение
На старой обработанной древесине и на гниющих пнях. Встречается рассеянно и местами нередко, особенно в зоне хвойных лесов.
Вид распространён в умеренной и тропической зонах Азии, в Австралии, Европе, Северной Америке, включая Мексику, арктической зоне.